# Kirtipur

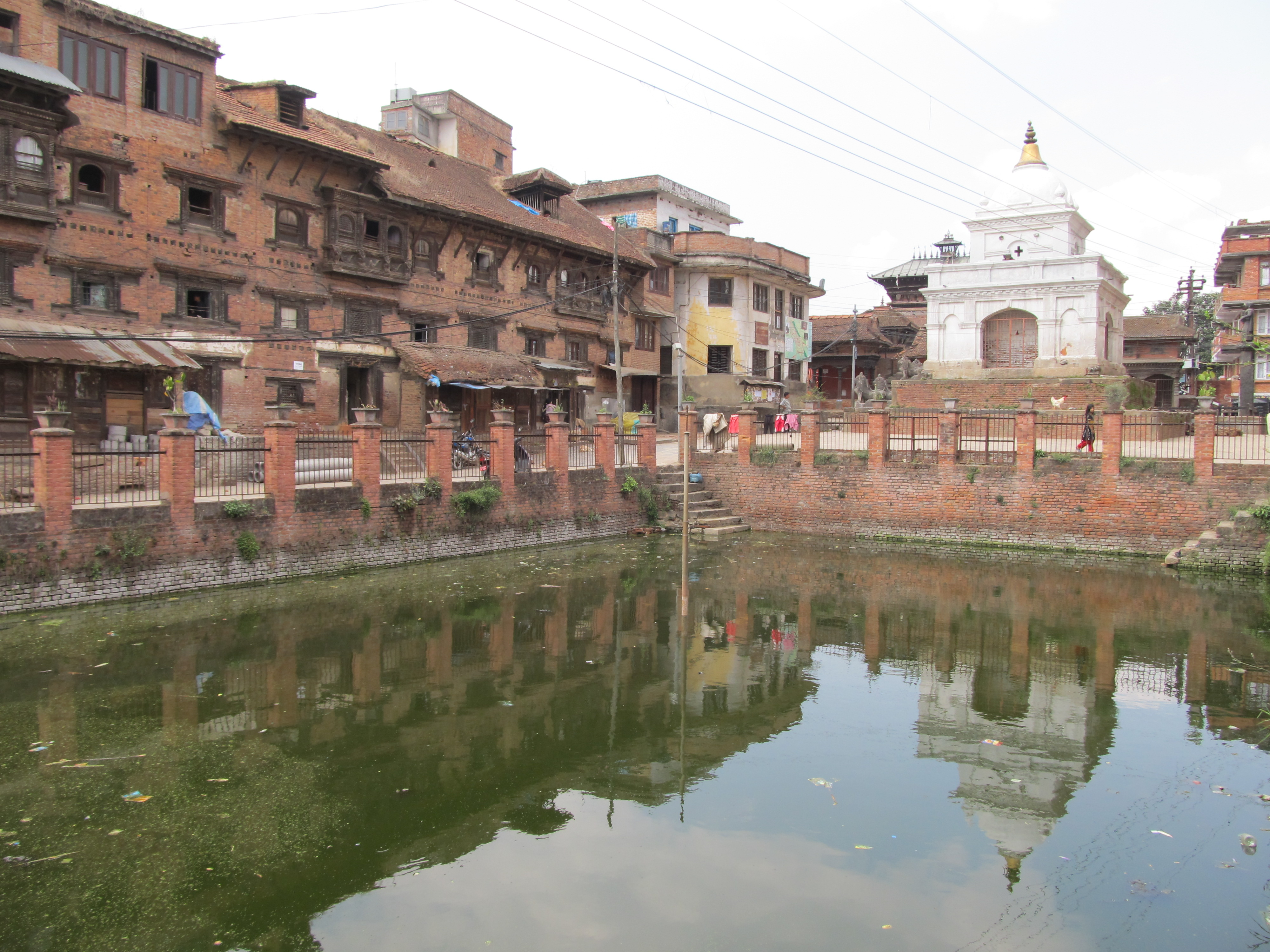
Ehemaliger Palast aus dem 18. Jahrhundert (links) mit Pokhari (Teich) und Narayan Tempel

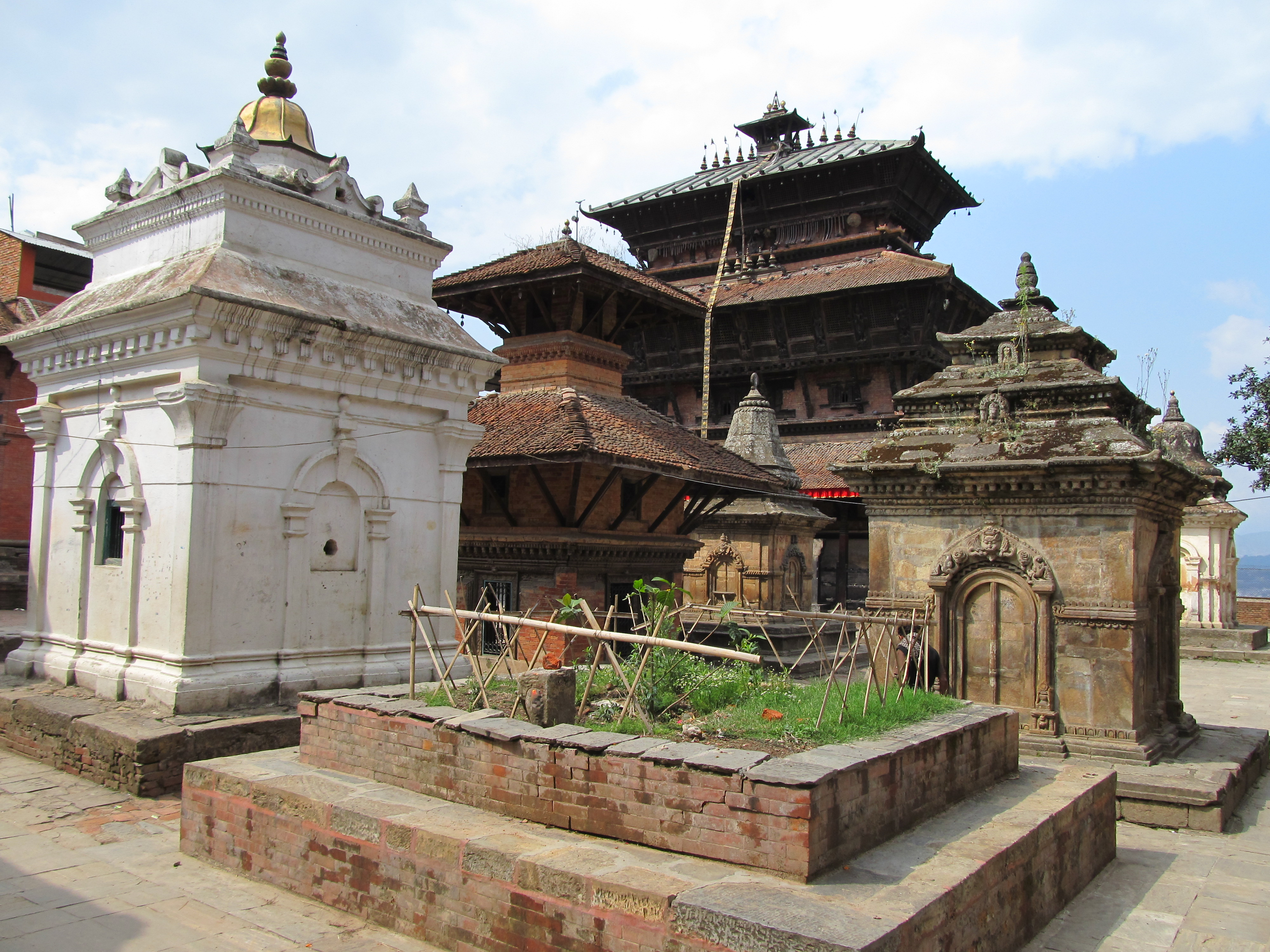
Kirtipur: Bhagbhairab Tempel

Kirtipur (Newari: किपू Kipu) ist eine Stadt (Munizipalität) im Kathmandutal auf einem kleinen Höhenzug am südwestlichen Stadtrand von Kathmandu.
Kirtipur ist eine Newari-Stadtgründung aus dem 11. Jahrhundert und eines der Zentren für die Newari-Kultur im Kathmandutal. Es ist bekannt für eine gut erhaltene Altstadt mit Tempel- und Teichanlagen. Außerdem ist es Sitz der Tribhuvan-Universität von Kathmandu.
Bei der Volkszählung 2011 hatte die Stadt Kirtipur 65.602 Einwohner (davon 36.476 männlich) in 19.441 Haushalten.

## Geschichte
Bei der Einnahme des Kathmandutales durch den Gorkhakönig Prithvi Narayan Shah 1767 war Kirtipur Teil des Königreiches Lalitpur.
Prithvi Narayan konnte die Stadt erst im dritten Anlauf mithilfe eines Tricks einnehmen und ließ aus Rache allen Bewohnern Nasen und Lippen abschneiden.

## Sehenswürdigkeiten
- Der Bagh-Bhairab-Tempel im Nepali-Pagoden-Baustil liegt in einer Tempelanlage in der höherliegenden Altstadt.
- Der Chilamchu Bihar ist ein buddhistischer Stupa in der Altstadt.
- Uma Maheshwar, ein weiterer Tempel im Pagoden-Baustil auf dem höchsten Punkt in der Altstadt. Er ist dem Hindugott Shiva gewidmet.[5]